# Yuri Averbaj
Yuri Averbaj (en ruso Ю́рий Льво́вич Аверба́х) (Kaluga, 8 de febrero de 1922-Moscú, 7 de mayo de 2022) fue un ajedrecista, árbitro internacional y juez de composiciones ruso. Es conocido por sus libros de finales.

## Biografía
Además de ajedrecista, fue compositor de problemas de ajedrez y publicista en la Unión Soviética, aunque de profesión era ingeniero. En el campo del ajedrez, además de jugador, fue un gran problemista, escritor y organizador.
Fue jugador de primera fila después de la Segunda Guerra Mundial. Se clasificó para la final del campeonato soviético en 1948. En 1952 participó en el torneo interzonal de Estocolmo; en 1953 en el fuerte torneo de candidatos de Neuhausen-Zúrich (donde finalizó 10.º). En 1954 fue campeón de la URSS, en 1956 quedó tercero en el torneo de Mar del Plata.
En 1953 ganó el Campeonato de la URSS, delante de Mark Taimánov, Víktor Korchnói, Tigrán Petrosián, Yefim Géler y Salo Flohr.
Otras victorias suyas fueron en los torneos de Viena 1961 y Moscú 1962. 
La hija de Averbaj, Jane, se casó con Mark Taimánov. 
Su estilo sólido era difícil de vencer para muchos jugadores de ataque. 
En 1956, alcanzó el título de Juez Internacional de Composiciones de Ajedrez y en 1969 el de Árbitro Internacional. Fue también un periodista importante de ajedrez y autor de varios libros. 
Llevan su nombre varias líneas de apertura: quizás el más notable es el Sistema Averbaj en la Defensa india de rey: 1.d4 Nf6 2.c4 g6 3. Nc3 Bg7 4.e4 d6 5. Be2 0-0 6. Bg5.
Su juego se ha caracterizado por la precisión, a la manera de Capablanca, y por el gran dominio de los finales. Ha publicado un tratado sobre finales que es ejemplar, además de un interesantísimo estudio sobre el ajedrez en la Unión Soviética. Durante años fue presidente de la Federación Soviética de Ajedrez (1972 y 1977).

## Libros publicados
- Teoría de los finales de partida Ediciones Martínez Roca 1968 ISBN 84-270-0017-0
- Lecturas de ajedrez Ediciones Martínez Roca 1969 ISBN 84-270-0191-6
- Finales de alfil y de caballo Ediciones Martínez Roca 1972 ISBN 84-270-0131-2
- Viaje al reino del ajedrez Ediciones Martínez Roca 1975 ISBN 84-270-0289-0
- Yuri Averbakh (1986), Chess endings essential knowledge, Londres, Everyman Press, 3.ª Ed 1993, ISBN 1-85744-022-6.
- Yuri Averbakh & Nicolai Kopayev (1987), Comprehensive chess endings. Vol. 5 - Rook endings, Oxford, Pergamon Press, ISBN 0-08-026908-7 (cubierta dura), ISBN 0-08-032048-1 (tapas blandas).